# دیوید برنستین
 دیوید برنستین (انگلیسی: David Berenstein) یک فیزیک‌دان کلمبیایی است.